# Clepsidra (film din 1972)
Clepsidra este un film românesc din 1972 regizat de Ion Popescu Gopo.